# 葛城市立磐城小学校
葛城市立磐城小学校（かつらぎしりつ いわきしょうがっこう）は、奈良県葛城市南今市に位置する公立小学校。
同校は、ICT教育の推進に取り組んでおり、学校情報化優良校に認定されている。

## 沿革
- 1874年（明治7年） - 最駸舎・学思館・励行館・興譲館の四学舎が設立される。
- 1875年・1876年（明治8・9年） - 岩橋小学校、長尾小学校の二小学校に統合される。
- 1887年（明治20年）4月 - 岩橋尋常小学校、長尾尋常小学校と改称される。
- 1888年（明治21年）4月 - 改正町村により磐城村が誕生する。
- 1889年（明治22年）10月15日 - 岩橋、長尾両校が合併し、磐城尋常小学校となる。
- 1890年（明治23年）4月27日 - 現在地に新校舎が落成し、開校式を挙行する。
- 1909年（明治42年）2月27日 - 初めて孝女伊麻の記念式を挙行する。
- 1913年（大正2年）3月31日 - 二か年の高等科を併設し、磐城尋常高等小学校と改称する。
- 1947年（昭和22年）4月1日 - 磐城小学校と改称する。
- 1956年（昭和31年）4月1日 - 町村合併により、當麻村立磐城小学校と改称する。
- 1966年（昭和41年）4月1日 町制施行により、當麻町立磐城小学校と改称する。
- 2004年（平成16年）10月1日 - 當麻町と新庄町が合併し葛城市が誕生したことに伴い、葛城市立磐城小学校と改称する。
- 2018年（平成30年）3月19日 - 中西世奈が卒業する。
- 2020年（令和2年）3月 - 新館トイレ改修工事が完了する。アスレチック遊具が撤去される。

## 通学区域
南今市・太田・兵家・竹内・長尾・木戸・尺土・八川・大畑
※卒業後は基本的に奈良県葛城市立白鳳中学校に進学する。

## 磐城小学校へのアクセス
|                | 駅名/バス停            | 路線名/ルート                  | 直線距離         |
| -------------- | ---------------------- | ------------------------------ | ---------------- |
| 最寄りの駅     | 磐城駅 尺土駅 当麻寺駅 | 近鉄南大阪線 ほか 近鉄南大阪線 | 564m 1.1km 1.2km |
| 最寄りのバス停 | 磐城駅                 | 奈良交通 (NC・当麻新庄41)ほか  | 455m             |

## 通学区域が隣接している学校
- 葛城市立當麻小学校

- 葛城市立新庄北小学校

- 葛城市立新庄小学校

- 大和高田市立陵西小学校

- 大和高田市立高田小学校

- （大阪府）河南町立かなん桜小学校

- （大阪府）太子町立山田小学校

## 校歌
作詞 中川静村 作曲 樋口昌道

### 歌唱例
https://www.youtube.com/watch?v=upC98wB_hvM